# Reformliteratur
Die Reformliteratur (chinesisch 改革文学, Pinyin Gǎigé wénxué, englisch Reform literature) ist eine literarische Gattung (Denkrichtung) der chinesischen Literatur, die in China nach der Kulturrevolution mit der Veröffentlichung von Jiang Zilongs (蒋子龙) 1979 erschienenem Buch Qiao changzhang shengren ji 乔厂长上任记 (dt. Direktor Qiao übernimmt das Kommando u. a.) entstand, das in der Anfangszeit der von Deng Xiaoping geleiteten "Beseitigung des Chaos, Rückkehr zur Normalität" (“拨乱反正”) und "Reform und Öffnung" (“改革开放”) entstand. 
Diese Werke schildern die Reformwelle, die durch die 3. Plenartagung des 11.  Zentralkomitees der Kommunistischen Partei Chinas (vom 18. bis 22. Dezember 1978 in Peking) ausgelöst wurde, und porträtieren eine Gruppe von Reformern. Darin spiegelt sich die Verlagerung des Schwerpunkts des chinesischen gesellschaftlichen Lebens vom Klassenkampf zur Modernisierung und zum Aufbau wider.
Zu repräsentativen Werken der Reformliteratur zählen Glocken- und Trommelturm von Liu Xinwu und Schwere Flügel von Zhang Jie. 
Auch Huayuanjie wu hao 花园街五号 (Gartenstraße 5) von  Li Guowen 李国文, Chen Huansheng shang cheng 陈奂生上城 (Geschichten von Chen Huansheng) von Gao Xiaosheng 高晓声 und Meishijia 美食家 (Der Gourmet) von Lu Wenfu 陆文夫 zählen dazu.